# Campeche
Campeche jedna je od 31 saveznih država Meksika, smještena na jugoistoku države, graniči s meksičkim saveznim državama Yucatán na sjeveroistoku, Quintana Roo na istoku, i Tabasco na jugozapadu. Na jugu se nalazi Petén departman Guatemele, dok je na zapadu Meksički zaljev.
Glavni grad savezne države je istoimeni Campeche, kojeg su osnovali 1540. španjolski osnivači pod imenom San Francisco de Campeche na mjestu ruševina grada Maja Canpech ili Kimpech (Kan pech). Država se prostire na 57.924 km², a u njoj živi 754.730 stanovnika (2009).

## Općine
- Calakmul
- Calkiní
- Campeche
- Candelaria
- Carmen
- Champotón
- Escárcega
- Hecelchakán
- Hopelchén
- Palizada
- Tenabo